# Muhammad Uthman Abd al-Burhani
Muhammad Uthman Abd al-Burhani (arabisch محمد عثمان عبد البرهاني Muḥammad ʿUṯmān ʿAbd al-Burhānī; * Anfang des 20. Jahrhunderts in Wadi Halfa im Sudan; † 5. April 1983 in Khartum) war ein Scheich der Burhani-Tariqa (at-Tariqa al-burhaniyya).

## Leben
Schon als Kind hatte er den Wunsch, in den Sufi-Orden at-Tariqa al-burhaniyya eingeweiht zu werden. Nach langem Drängen gab sein Onkel diesem Wunsch statt. Allerdings fand er lange Zeit niemanden, der ihn in den Übungen und Gebeten des Ordens unterrichten konnte. Schließlich praktizierte er auf sich allein gestellt lange Nachtwachen und intensive Gebetsübungen. Nach Jahren begegnete ihm dann ein blinder Gelehrter, der von sich sagte, er sei von Sayyid Ibrahim ad-Disuqi (dem ursprünglichen Gründer des Ordens) zu ihm geschickt worden, um ihn weiter zu unterrichten.
Später fand Muhammad Uthman dann Schriftstücke, die das gesamte Awrad (die speziellen Gebetsübungen der Burhani-Tariqa) enthielten. Diese hatten seine Großeltern zur Zeit der Bücherverbrennung des Mahdi Muhammad Ahmad in Tonkrügen versteckt und vergraben.
In einer über 40 Tage dauernden Vision fühlte er den Auftrag, die Tariqa wiederzubeleben. Nach anfänglichem Zögern, das sich über zwei Monate erstreckte, nahm er den Auftrag schließlich an.
Die Tariqa hat sich unter seiner Führung erstmals weiter verbreitet, davor bestand sie meist nur aus einem kleinen Kreis von Derwischen und dem Scheich, der sein Wissen dem jeweiligen Nachfolger weitergab.
Im Laufe der Jahre fand die Tariqa in Sudan und in Ägypten zahlreiche Anhänger. Scheich Muhammad Uthman, der den Beinamen Sayyid Fahr ad-Din erhielt, ist in der sudanesischen Hauptstadt Khartum begraben. Sein Grab ist ein vielbesuchter Ort. Heute ist die Tariqa über alle Erdteile und in vielen Ländern der Welt verbreitet.
| Personendaten    | Personendaten                    |
| ---------------- | -------------------------------- |
| NAME             | Burhani, Muhammad Uthman Abd al- |
| KURZBESCHREIBUNG | sudanesischer Sufi               |
| GEBURTSDATUM     | zwischen 1900 und 1930           |
| GEBURTSORT       | Wadi Halfa, Sudan                |
| STERBEDATUM      | 5. April 1983                    |
| STERBEORT        | Khartum                          |